# Polycnemum fontanesii
Polycnemum fontanesii är en amarantväxtart som beskrevs av Michel Charles Durieu de Maisonneuve och Horace Bénédict Alfred Moquin-Tandon. Polycnemum fontanesii ingår i släktet broskörter, och familjen amarantväxter. Inga underarter finns listade i Catalogue of Life.